# HLA-A11

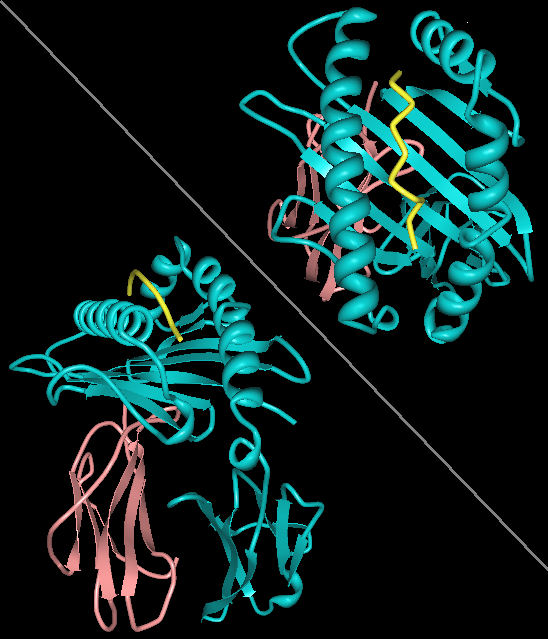

HLA-A11 هو نمط مصلي من مستضد الكريات البيضاء البشرية-أ.